# DDR-Meisterschaften im Biathlon 1971
Die DDR-Meisterschaften im Biathlon wurden 1971 zum 14. Mal ausgetragen. Sie fanden am 13. und 14. März in Oberhof statt. Hansjörg Knauthe gewann seinen ersten und einzigen Einzeltitel, die SG Dynamo Zinnwald zum sechsten Mal in Folge den Titel des Staffelmeisters. Knauthe wurde Doppelmeister.

## Einzel
| Platz | Sportler          | Verein             | Schießfehler | Zeit    |
| ----- | ----------------- | ------------------ | ------------ | ------- |
| 1     | Hans-Jörg Knauthe | SG Dynamo Zinnwald | 3            | 1:29:37 |
| 2     | Horst Koschka     | SG Dynamo Zinnwald | 5            | 1:33:04 |
| 3     | Joachim Meischner | SG Dynamo Zinnwald | 5            | 1:33:48 |

## Staffel
| Platz | Verein                 | Sportler                                                        | Schießfehler | Zeit |
| ----- | ---------------------- | --------------------------------------------------------------- | ------------ | ---- |
| 1     | SG Dynamo Zinnwald     | Joachim Meischner Hansjörg Knauthe Günter Bartnik Horst Koschka |              |      |
| 2     | ASK Vorwärts Oberhof   | Karl Koch Herbert Wiegand Rainer Thiel Hans-Gert Jahn           |              |      |
| 3     | SG Dynamo Zinnwald III | Rolf Lohschmidt Dieter Speer Thomas Pfüller Rüdiger Mühlig      |              |      |